# Franconita
La franconita és un mineral de la classe dels òxids que pertany i dona nom al grup de la franconita. Rep el nom de la pedrera Francon, al Canadà, la seva localitat tipus.

## Característiques
La franconita és un òxid de fórmula química NaNb₂O₅(OH)(H₂O)₃. Es tracta d'una espècie aprovada per l'Associació Mineralògica Internacional, i publicada per primera vegada el 1984. Cristal·litza en el sistema monoclínic. La seva duresa a l'escala de Mohs és 4.
Segons la classificació de Nickel-Strunz, la franconita pertany a «04.FM - Hidròxids amb H₂O +- (OH); sense classificar» juntament amb els següents minerals: hochelagaïta, ternovita, beliankinita, gerasimovskita, manganbeliankinita, silhydrita i cuzticita.

## Formació i jaciments
Va ser descoberta al Canadà, concretament a la pedrera Francon, situada a Mont-real (Quebec). També ha estat descrita en altres pedreres canadenques, com la Demix-Varennes i la Poudrette, ambdues a Montérégie, també al Quebec, així com a diferents muntanyes de les províncies russes de Múrmansk i Txeliàbinsk.